# Winkels (Mengerskirchen)
Winkels is een plaats in de Duitse gemeente Mengerskirchen, deelstaat Hessen, en telt 967 inwoners (2006).